# Patna (Istočni Ayrshire, Škotska)
Patna je selo u Istočnom Ayrshireu, Škotska.
Broj stanovnika: 2.298. 
Osnovano je 1802., a osnovao ga je William Fullarton za pomoći naseljavanje rudara i radnika. Fullartonov otac radio je kao radnik u Britanskoj istočnoindijskoj kompaniji, a grad je dobio ime po Patni u Indiji. 